# 瀬戸内町立阿木名中学校
瀬戸内町立阿木名中学校（せとうちちょうりつ あぎなちゅうがっこう）は、鹿児島県大島郡瀬戸内町阿木名にある町立中学校。
瀬戸内町立阿木名小学校を併設している。

## 卒業後の進路
- 卒業後は、町内の鹿児島県立古仁屋高等学校や、奄美大島の高校などに進学する。